# Эссер, Дик
Риюс Тео (Дик) Эссер (нидерл. Rius Theo (Dik) Esser; 9 июля 1918, Макасар, Нидерланды — 8 марта 1979, Лейден, Южная Голландия) — нидерландский хоккеист на траве, нападающий. Серебряный призёр летних Олимпийских игр 1952 года, бронзовый призёр летних Олимпийских игр 1948 года.

## Биография
Дик Эссер родился 9 июля 1918 года в городе Макасар в Нидерландской Ост-Индии (сейчас в Индонезии).
Играл в хоккей на траве за ТОГО из Гааги.
В 1948 году вошёл в состав сборной Нидерландов по хоккею на траве на летних Олимпийских играх в Лондоне и завоевал бронзовую медаль. Играл на позиции нападающего, провёл 7 матчей, забил 1 мяч в ворота сборной Пакистана.
В 1952 году вошёл в состав сборной Нидерландов по хоккею на траве на летних Олимпийских играх в Хельсинки и завоевал серебряную медаль. Играл на позиции нападающего, провёл 3 матча, забил 2 мяча (по одному в ворота сборных ОГК и Индии).
Умер 8 марта 1979 года в нидерландском городе Лейден.